# Philippe IV (Vélasquez, 1653-1655)
Le portrait de Philippe IV en buste conservé au Musée du Prado est le dernier portrait sur le vif que Velázquez fit de Philippe IV d'Espagne et le seul exécuté après son second voyage en Italie.

## Description
Il s'agit d'une petite étude inachevée faite sur le vif, de la tête du roi, dont la poitrine et les épaules sont seulement indiquées. Bien que la préparation de la toile soit similaire à celle employée par Vélasquez pour Les Ménines, le visage du roi est plus modelé que d'autres peintures de cette époque, mettant en évidence son rôle d'étude sur le vif destiné à servir de modèle pour des portraits officiels du monarque. Le reste de la toile est sommairement peint. Seuls des traits noirs sont indiqués avec quelques touches plus claires pour faire ressortir le brillant de la soie et les rares coups de pinceaux de noir intense servent à marquer les limites et les plis avec une grande économie de moyens.
L'aspect du monarque, qui avait environ cinquante ans sur ce portrait, a été l'objet d'une abondante littérature et interprétations psychologiques sur les intentions du peintre. Pour Jonathan Brown l'idée que le portrait puisse être pris comme un document montrant la décadence et reflétant le sentiment de déroute sur le visage du monarque entre en contradiction avec le nombre important de copies qui furent exécutées de cette toile « ce qui suggère qu'ils furent peint [celui-ci et le portrait de Londres] comme images officielles, et non comme des impressions subjectives de l'artiste sur les états d'âme et de santé du monarque ». La même tête, copiée par l'atelier est intégrée à un portrait de corps entier avec le roi vêtu d'une armure : Philippe IV avec un lion à ses pieds (musée du Prado). Il produit selon Brown, un effet très différent dans lequel « le nuage de mélancolie s’évanouit »

## Histoire
La date d'exécution du portrait se situe entre le 8 juillet 1653, lorsque le roi écrivit à sœur Luisa Magdalena de Jesus : « ce n'était pas mon portrait parce qu'il y a neuf ans qu'on n'fait aucun portrait de moi, et je ne m'abaisse pas à passer par les pinceaux de Vélasquez en elle-même, et pour ne pas me voir vieillir » et l'année 1655, lorsque le dessin de la tête servit de modèle à  Pedro de Villafranca pour une gravure du roi vêtu d'une armure, et publié à Madrid en couverture de la Règle et établissements de l'ordre et de la chevalerie du glorieux apôtre Jacques.
José López-Rey note qu'il pourrait s'agir d'un des bustes des membres de la maison d'Autriche inventoriés par Mazo à l'Alcazar de Madrid en 1666, au nom de Vélasquez, sans autre spécification. Cependant, il n'y a pas d'information certaines sur la toile jusqu'à 1745 lorsqu'il quitta la collection du duc d'Arco pour être incorporé dans les collections royales. En 1816 il intégra l'Académie royale des beaux-arts de San Fernando puis le musée du Prado en 1827.

## Copies
Le portrait du Prado servit de prototype pour un grand nombre de copies. Sur certaines furent ajoutés un collier et un insigne de la Toison d'or. Parmi ces copies, on peut citer le portrait de l'ambassade d'Espagne à Buenos Aires (toile du Prado en dépôt) ou celle conservée au musée des beaux-arts de San Fernando de Madrid, au Musée de l'Ermitage et au Kunsthistorisches Museum de Vienne. Ce dernier est probablement un cadeau de Philippe IV à l'archiduc Léopold-Guillaume de Habsbourg. La même toile servit de modèles à plusieurs portraits de plus grand apparat, dont Philippe IV avec un lion à ses pieds déjà citée et peinte sur un portrait antérieur visible par radiographie.
La version conservée à la Galerie Nationale de Londres, différente quant aux vêtements – velours sans reflets, boutons dorés et collier – et un visage moins travaillé est, d'après López-Rey, une copie d'un de ses disciples ; alors que pour Jonathan Brown, il s'agit d'un original indépendant de la toile du Prado. Elle aurait été peinte quelques années plus tard à en juger par les traits vieillis du monarque. Ce serait également un portrait officiel dont de nombreuses copies dérivent
La date limite pour cette seconde version serait 1657, lorsqu'elle fut publiée en couverture de la description brève du monastère de San Lorenzo le Royal de l'Escorial, autre gravure de Pedro Villafranca. Neil MacLaren, conservateur de la galerie nationale de Londres affirma après le nettoyage de 1946, que la tête fut bien peinte par Vélasquez, le reste était de la main de l'un de ses aides Julián Gállego, auteur de la fiche rédigée à l'occasion de la présence de la toile à Londres lors d'une exposition d'anthologie dédiée à Vélasquez en 1990, soutint que la toile est un original de Vélasquez comme celle du Prado, avec une technique « spectaculairement simple », sans se prononcer sur la chronologie de réalisation des toiles.
Alfonso E. Pérez Sánchez présenta comme original de Vélasquez, avec quelques réserves, un autre portrait. Celui-ci provenait de la collection réunie par l'infant don Luis, frère de Charles III d'Espagne, dans son palais de Boadilla. D'après Alfonso E. Pérez Sánchez la chaîne recoupée indiquerait que la toile serait un peu antérieure à celle du Prado et refléterait mieux que n'importe quelle autre l'humanité du roi, mélancolique et doux, conformément au commentaire que Lázaro Díaz del Valle fit devant un portrait du roi que Vélasquez venait d'achever et qu'il jugeait supérieur à tous les autres car il avait « beaucoup d'âme dans la chair vive. »

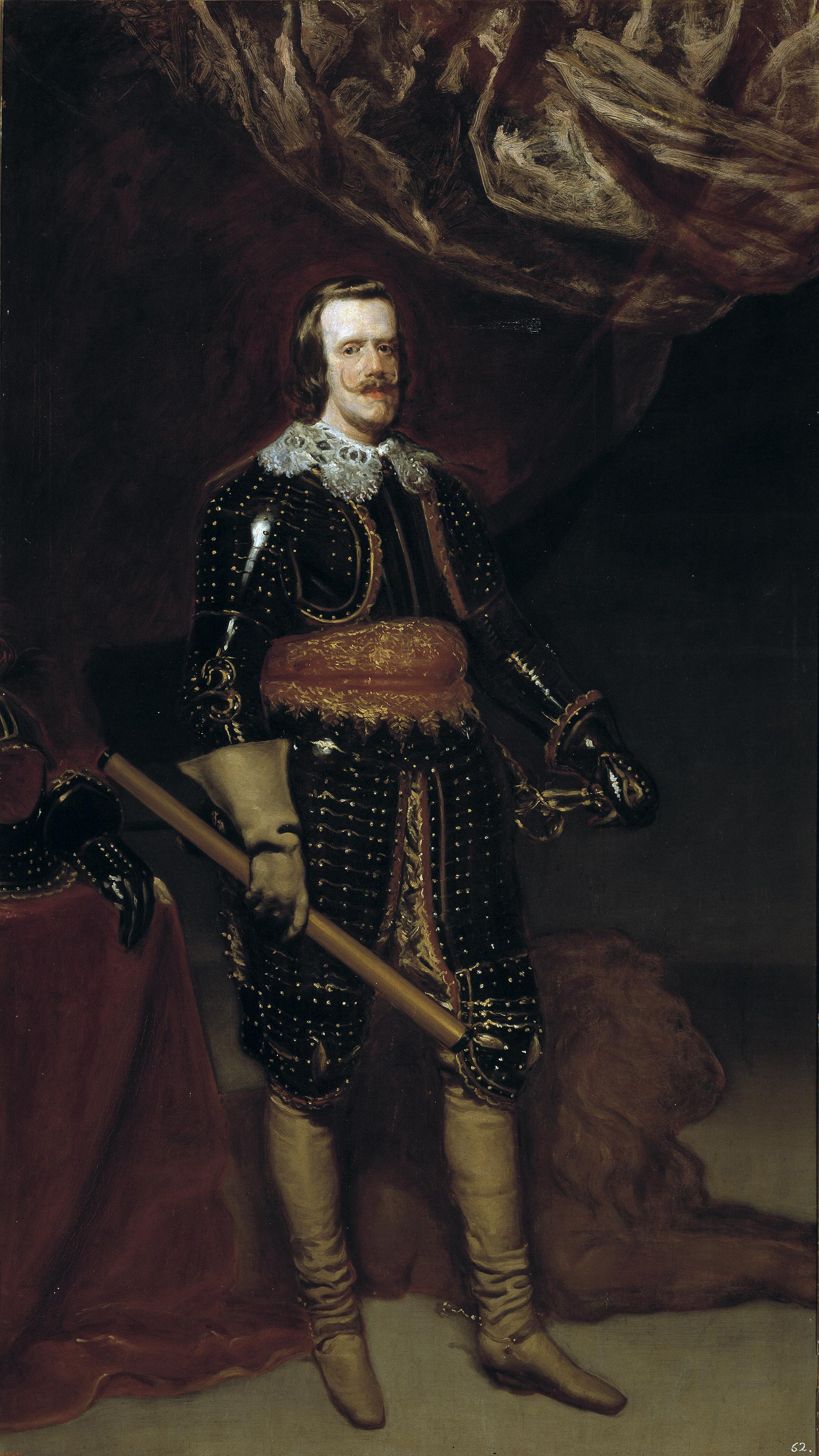
Velázquez, atelier: Philippe IV en armure avec un lion à ses pieds, Madrid, Musée du Prado.
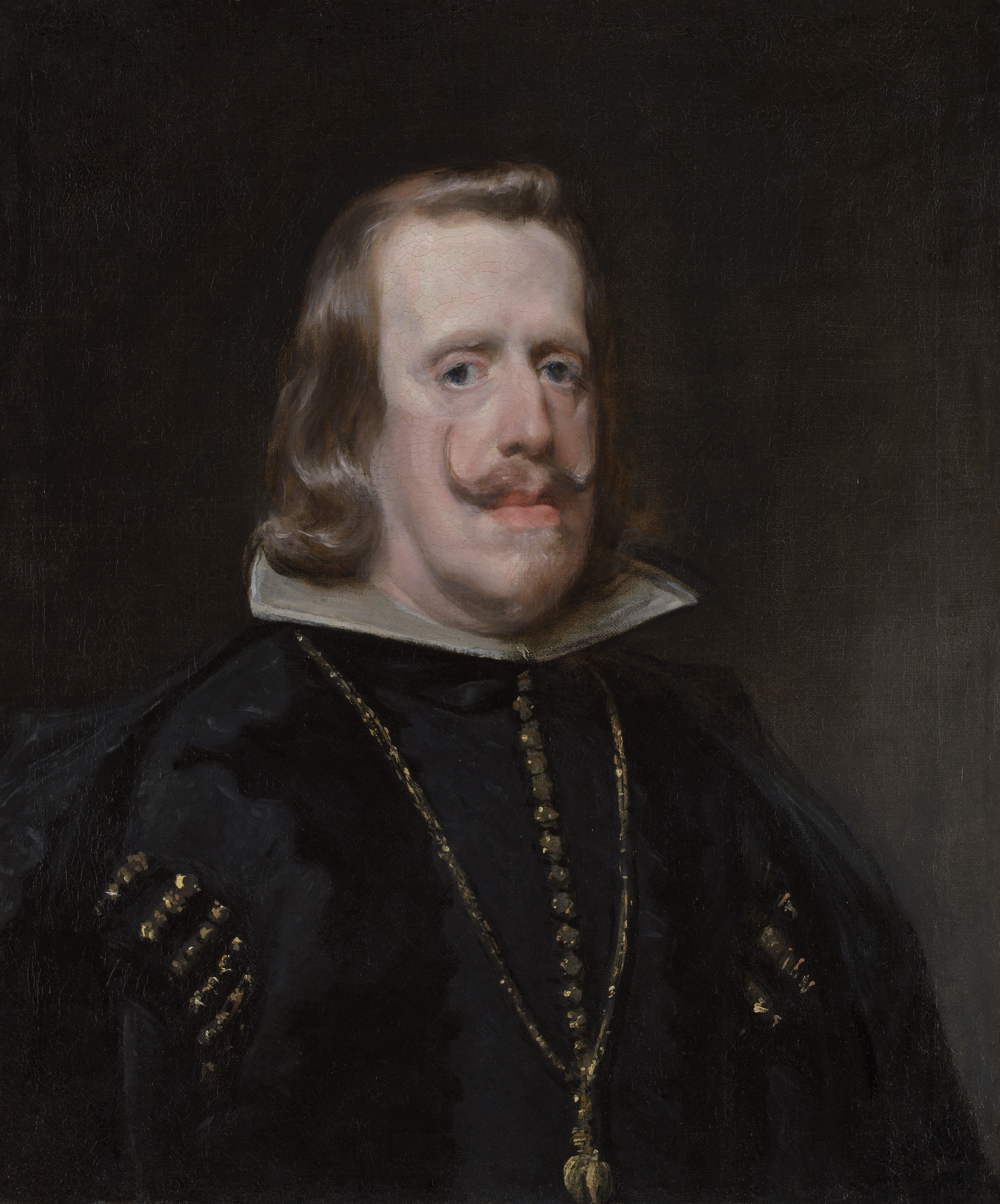
Diego Velázquez, avec une participation possible de son atelier, Philippe IV, Galerie Nationale de Londres.